# Robert Viger
Ne doit pas être confondu avec Robert Vigier.
Robert Viger est un auteur compositeur français, notamment de musique de films, né en 1934.
Il adhère à la Sacem en qualité de compositeur le 5 octobre 1956 et en qualité d'auteur le 25 octobre 1999. Il en devient sociétaire définitif le 1er avril 1976.

## Genres musicaux
- Bande originale
- Jazz
- Musique électronique
- Musique classique
- Musique pop[3].

## Œuvre
Son œuvre comprend principalement des bandes originales de films et de séries télévisées.
- 2022 : Minuit au Pera Palace (Série TV)
- 2018 : Journal d'une fille perdue (musique additionnelle sur version restaurée du film muet de Georg Pabst (1929))
- 2011 : De l'eau pour les éléphants
- 2007 : 18 juillet 1936, la guerre d'Espagne
- 2005 : Domino
- 1994 : La légende du siècle
- 1994 : Adieu les roses (Film TV)
- 1994 : Je t'aime quand même
- 1992 : Sale temps pour un voyou
- 1992 : Aldo tous risques (Série TV) (1 épisode)
- 1991 : Les grandes illusions : 1928-1938
- 1991 : Les années jazz : 1918-1928
- 1991 : Derrière le front : 1914-1918
- 1991 : La Florentine (Mini série TV)
- 1990 : Le grand ruban
- 1989 : La vie en couleurs (Film TV)
- 1989 : L'ingénieur aimait trop les chiffres (Film TV)
- 1989 : La Grande Cabriole (Mini série TV) de Nina Companeez
- 1988 : La vie en panne (Mini série TV)
- 1987 : Fleur de cactus (Film TV)
- 1987 : Demain l'amour (Série TV) d'Emmanuel Fonlladosa
- 1986 : Les étonnements d'un couple moderne (Film TV)
- 1986 : Symphonie (Série TV)  de Jean-Pierre Desagnat
- 1986 : Catherine, il suffit d'un amour (Série TV) (1986)
- 1986 : Gros dégueulasse (Le manège)
- 1985-1986 : François Mauriac, blocs-notes 1953-1970 (Série TV documentaire) (12 épisodes)
- 1985 : Rancune tenace (Série TV)  d'Emmanuel Fonlladosa
- 1985 : Brigade verte (Série TV) (8 épisodes)
- 1984-1985 : Les amours des années 50 (Série TV) (4 épisodes)
- 1984 : Rue Carnot (Série TV) de Pierre Goutas
- 1984 : Un seul être vous manque (Série TV)
- 1984 : Haroun Tazieff raconte "sa" Terre (Série TV documentaire) (7 épisodes)[N 2] :

Épisode 1 : La terre - son visage
Épisode 2 : La mécanique de la terre
Épisode 3 : Les colères de la terre
Épisode 4 : Déserts arides et déserts de glace
Épisode 5 : Les éléments naturels qui façonnent le paysage de la terre
Épisodes 6 et 7 : Haroun Tazieff et les volcans
- 1984 : Les enquêtes du commissaire Maigret (Série TV) (1 épisode : L'ami d'enfance de Maigret)
- 1983 : Les Amours romantiques (Série TV) (2 épisodes)
- 1983 : Marianne, une étoile pour Napoléon (Série TV) (1983)
- 1982 : Les Espions (musique additionnelle sur version reconstituée du film muet de Fritz Lang (1928))[6]
- 1982 : Cinéma 16 (Série TV) (2 épisodes)
- 1982 : Terre des bêtes : Darwin (Film TV documentaire)
- 1982 : Marion (Série TV) (2 épisodes)
- 1982 : Caméra une première (Série TV) (1 épisode)
- 1981 : Cocoshaker (Série TV) (21 épisodes)
- 1981 : La Vie des autres (Série TV) (1 épisode)
- 1981 : Climats
- 1975 : Théâtres érotiques de Paris
- 1975 : Les gloutonnes
- 1974 : Maciste contre la reine des Amazones
- 1962 : Week-end en mer (musique de la chanson de Juliette Gréco Valse de l'Au revoir, sur des paroles de Serge Gainsbourg)[7],[8].